# Hélène Van Coppenolle
Hélène Van Coppenolle (Antwerpen, 1905 - aldaar, 1985) is een Belgische illustrator, grafisch ontwerper en docent.

## Biografie
Ze behaalde haar diploma publiciteitskunst in 1925 en diploma boekillustratie in 1941 aan de Vakschool voor Kunstambachten in Antwerpen waar ze les volgde bij Jos Leonard en Joris Minne. In 1944 behaalde ze haar diploma Boekillustratie en Graveerkunst aan de Nationaal Hogere School voor Bouwkunst en Sierkunsten te Brussel.
In 1932 stichtte ze op 27-jarige leeftijd het Sint-Lucaspaviljoen (Section des Arts Decoratives) in Antwerpen verbonden met het Sint-Jozefinstituut gesticht door het Instituut der Dochters van Maria. De eerste diploma’s werden ondertekend door Jos Leonard, Joris Minne en Eugene Yoors. Architecte Eliane Havenith studeerde in 1936 als een van de eerste studenten af aan het Sint-Lucaspaviljoen. Grafisch ontwerper Lucien De Roeck die op haar uitnodiging aan het instituut lesgaf. In 1959 wordt de school officieel erkend en evolueerde het onder haar leiding naar het huidige Sint-Lucas in Antwerpen.
Helène Van Coppenolle ontwierp verschillende posters, waaronder de affiche van de 5de Biënnale voor Beeldhouwkunst in het Openluchtmuseum der Beeldhouwkunst Middelheim die bewaard wordt in het Letterenhuis. Ze illustreerde ook boeken voor onder andere Stijn Streuvels en toonde haar werk op verschillende tentoonstellingen zoals de wereldtentoonstellingen van 1937 in Parijs, 1939 in New York en 1958 in Brussel.

## Archief
Het archief van Hélène Van Coppenolle wordt bewaard in de collectie van het Letterenhuis in Antwerpen. Enkele van haar ontwerpen worden ook bewaard in het Museum Plantin-Moretus.